# Домініканський костел (Летичів)
Санктуарій Летичівської Богородиці, або костел Внебовзяття Пресвятої Діви Марії і домініканський монастир (пол. Kościół i klasztor dominikański w Latyczowie) — пам'ятка архітектури в м. Летичів (нині Хмельницька область, Україна).

## Відомості

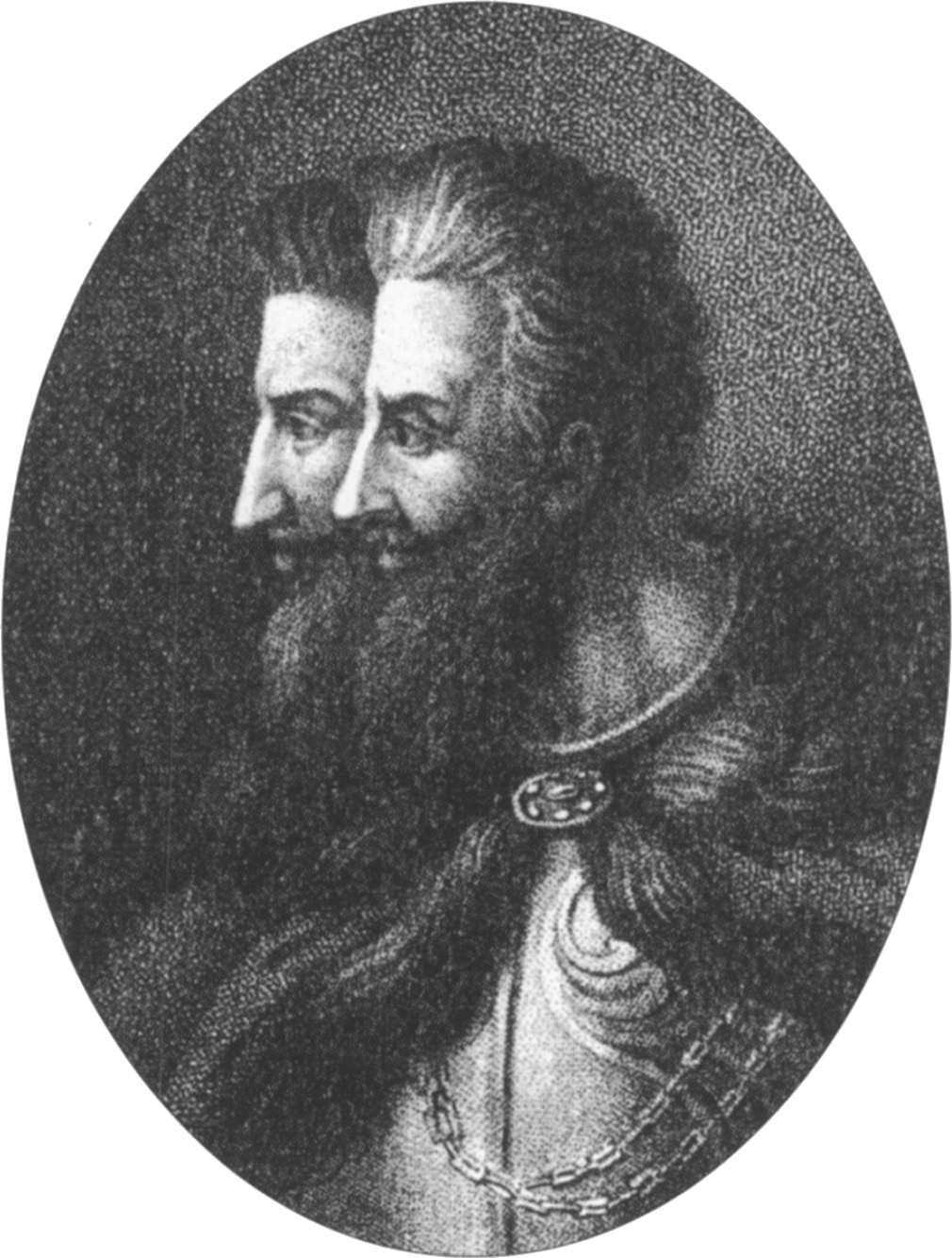
Ян Потоцький

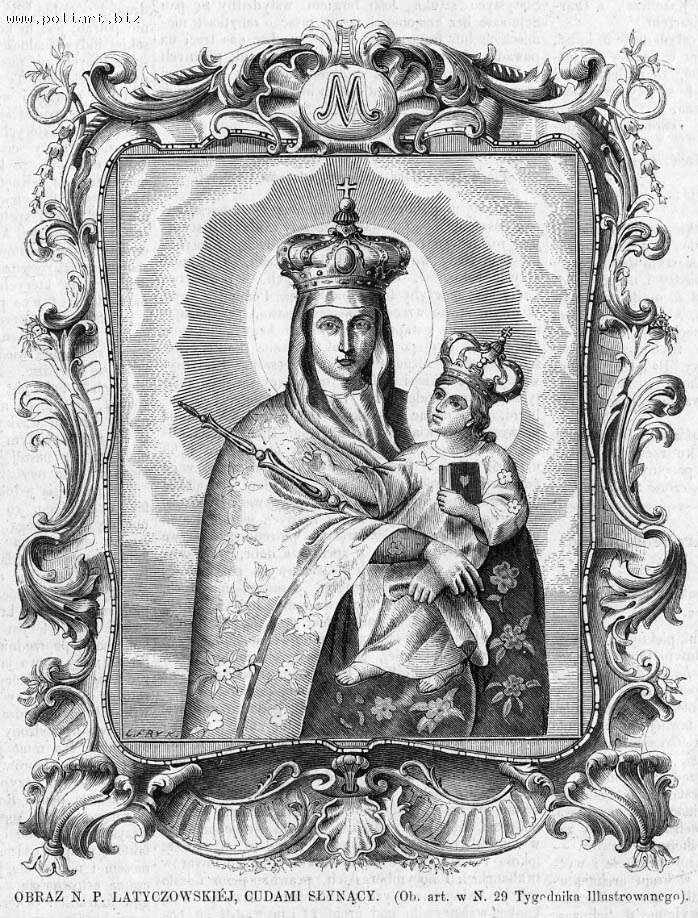

На Поділлі при впадінні річки Вовк до Бугу, розташоване старовинне місто Летичів. Час заснування міста невідомий, після нападу хана Батия місто було відновлене братами Коріятовичами, як і інші подільські замки. Місто було розташоване на так званому Чорному шляху, яким татари та турки нападали на українські (руські) землі. Летичів часто палили татари, так що його доводилося щоразу наново відбудовувати. Існування міста на Поділлі в той час було можливим лише за наявності оборонного замку. В 1589 р. подільський генеральний староста Ян Потоцький (? — 1611) власним коштом вибудував великий обороний мурований замок.
В 1598 та 1601 була визначена комісія для оцінки замку, та пізнішим рішенням сейму було постановлено відшкодувати Потоцькому кошти, затрачені на побудову замку. 

### Заснування костелу та кляштору
Відомо, що костел в Летичеві існував вже в 1430 році. 
В 1600 році до Летичева були запрошені домініканці, чому сприяла ймовірно дружина Потоцького — Ельжбета Каменецька. В 1606 році для домініканців був вибудований новий костел з кляштором.
Летичівський костел існував вже в 1613, коли Сигізмунд III Ваза, підтвердив збір десятини зі староства на костел, яка була надана костелу його фундаторами. 1 лютого 1638 Миколай Потоцький підтвердив грамотою збір десятини на потреби костелу, та додав, що костел заснований його стрийком — брацлавським воєводою Яном Потоцьким. Окольський в «Русія Флорида» згадує, що костел був вибудуваний 1606. Домініканці, прибувши до Летичева 1600 p., поселились спочатку в парафіяльному костелі, на лівому березі річки Вовчок, там, де було старе місто під назвою Лещин.

### Подальші роки
Костел під час нападу на Летичів гайдамаків у 1648 році був спустошений та перетворений гайдамаками на стайню для коней. Домініканці разом з чудотворним образом перейшли до Львова та зберігали його в костелі Божого Тіла.
До Летичева вони змогли повернутися через 74 роки, так як козацькі війни, перехід Поділля під турецький вплив (1672) та пізніша Північна війна зробили неможливим вчасне повернення. Чудотворну ікону спочатку перевезли в Копачовку, а 1 липня 1722 образ тріумфально був ввезений до Летичева і покладений тимчасово в каплиці при костелі, який відбудовувався. В 1738 відбудований костел був висвячений кам'янецьким біскупом Фр. А. Подбельським. Після того, як прихожани виявили чудотворну дію образу, з Кам'янця в 1777 р. була вислана духовна комісія Ігнацієм Длузьким для перевірки та підтвердження цих свідчень. 11 січня 1778 за старанням біскупа Адама Красинського і Казиміра Віляновського було видано грамоту, щоб образ був укоронований золотими коронами, що було здійснено 5 листопада 1788 р. В 1824 золоті корони були украдені і роком пізніше заміненні та срібні з позолотою.
В 1831 році кляштор був скасований та замінений на парафіяльний костел.
В 1844 році кс. Брозовський з Кам'янця направив в Летичів маляра Пашковського, щоб той поправив фрески на стінах та склепінню, які передавали сцени заснування костелу. Каплан кс. Згерський до 2 квітня 1852 відновив покриття костелу та башточки гонтом і невдовзі після цього пожежа, яка сталася у великодну п'ятницю, з міста перекинулася на костел, та спалила нове покриття та орган всередині костелу. Після цього костел був покритий бляхою, а з Кам'янця подарували костелу новий красивий орган. Той самий Згерський збільшив цвинтар за містом, обсадив його деревами та в 1857 поставив там каплицю.

## Архітектура
Побудований з цегли. Костел має прямокутний поземний план. Зі сходу знаходиться однакової висоти з костелом пятигранна подовжена за планом апсида. З півдня та півночі знаходяться низькі каплички. Перекриття нави — напівциркульне з розпалубками склепіння, вівтара — хрестове склепіння. Приміщення капел перекриті масивними напівциркульними склепіннями з розпалубками, по центру кожної з них розташована баня. З центральним приміщенням каплички сполучаються за допомогою арок. Над головним фасадом розташовано фронтон прикрашений волютами та кам'яними вазами. При вході в костел розташований притвор з портиком з заходу.

## Загальний план
Костел збудований в стилі бароко, оточений з двох сторін невеликими вежами, до однієї з них прибудований кляштор. В костелі знаходилося багато пам'яток, цінних речей, образи, які мали більшу чи меншу мистецьку цінність. По дорозі до костелу знаходилася колона, з хрестом наверху та статуєю всередині, поставлена на честь укороновання чудотворного образу. Біля костелу знаходився цвинтар оточенний муром з дерев'яною фігурою Ісуса Хреста, а по правій стороні знаходилася каплиця з кам'яною статуєю Яна Непомуцена. В'їзна брама на цвинтар була у вигляді каплиці над якою склепінням була розташована дзвіниця.

## Летичівська чудотворна ікона
Чудотворний образ був написаний на полотні та наклеєний на дерев'яну дошку, висотою два локті та шириною 1,5 локті.

## Легенди про заснування костелу
За усними переказами, на передмістю Летичівка (Заволоки), де в 1860 р. стояла церква, до побудування домініканського костелу стояла проста хата, в якій жили домінікани, що прибули з Риму та привезли з собою чудотворну ікону, писану наподобі чудотворної ікони С. Марія Майоріс (S. Maria Majores) в Римі. Домінікани розмістилися в хаті на передмісті, так як Потоцький був кальвіністом і не впустив їх до міста. Одного вечора мешканці помітили все передмістя в сяйві, прибігши рятувати передмістя разом зі старостою Потоцьким вони помітили, що сяйво йшло від ікони. Це справило на Потоцького таке велике враження, що він змінив визнання та запросив домініканів до себе в замок збудувавши пізніше там костел.
Інша усна легенда переповідає, що гетьману, який стояв військом під Летичевом з'явилася три рази уві сні Богородиця, застерігаючи про наближення ворога. Тим гетьманом був Станіслав Ревера Потоцький, який фундував пізніше в Летичеві костел.

## Галерея

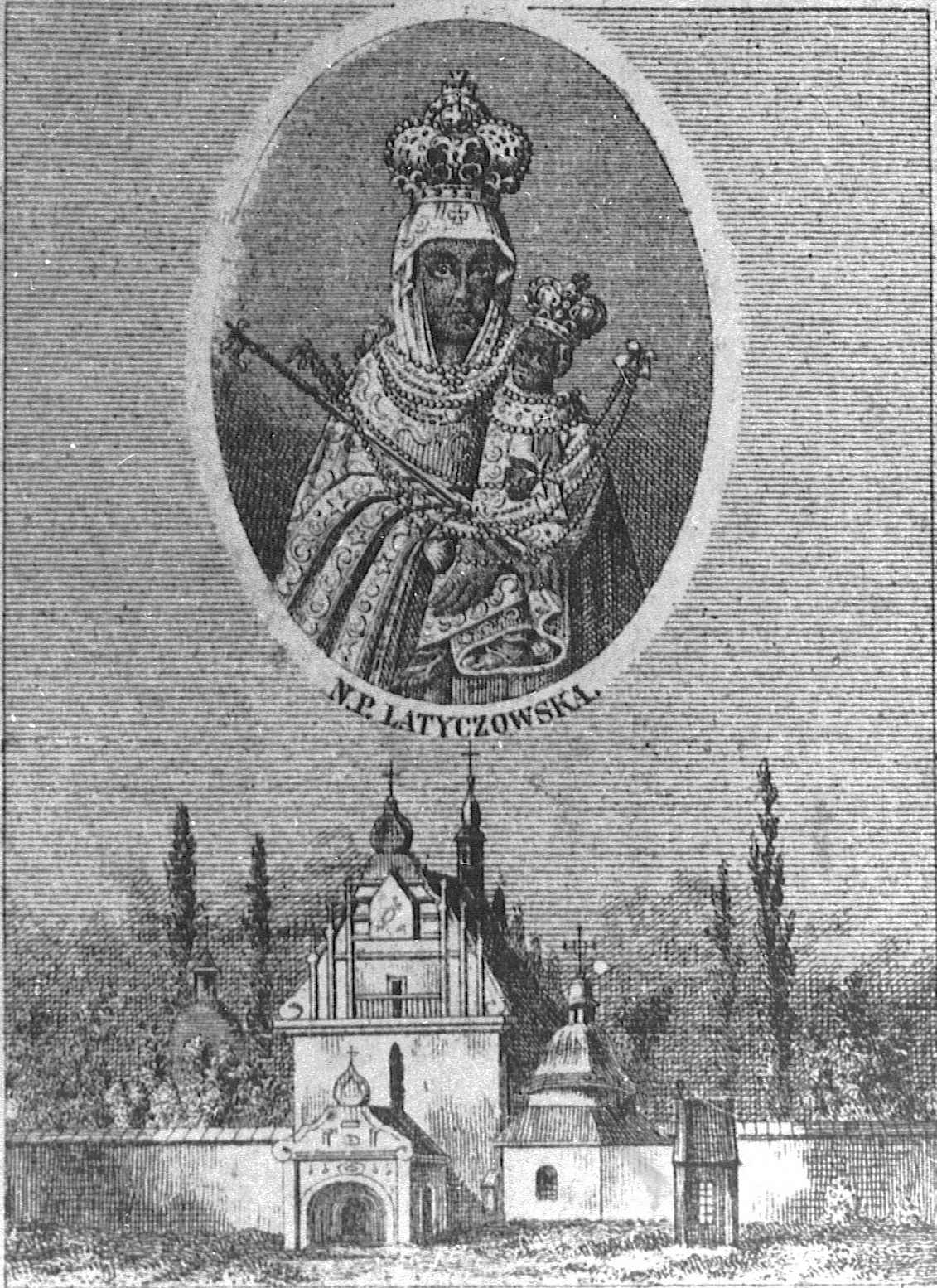
Костел на листівці
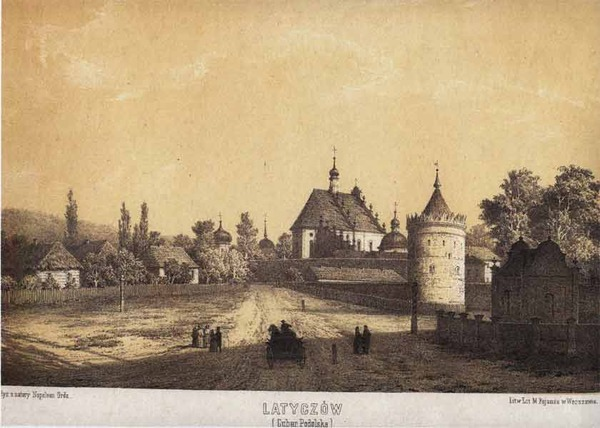
Зображення Летичева, Наполеон Орда
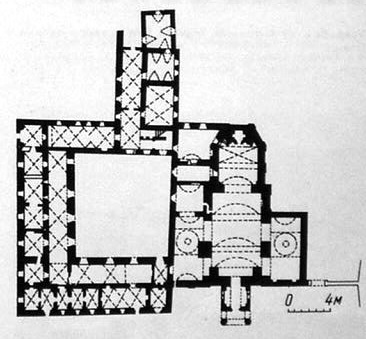
План костелу
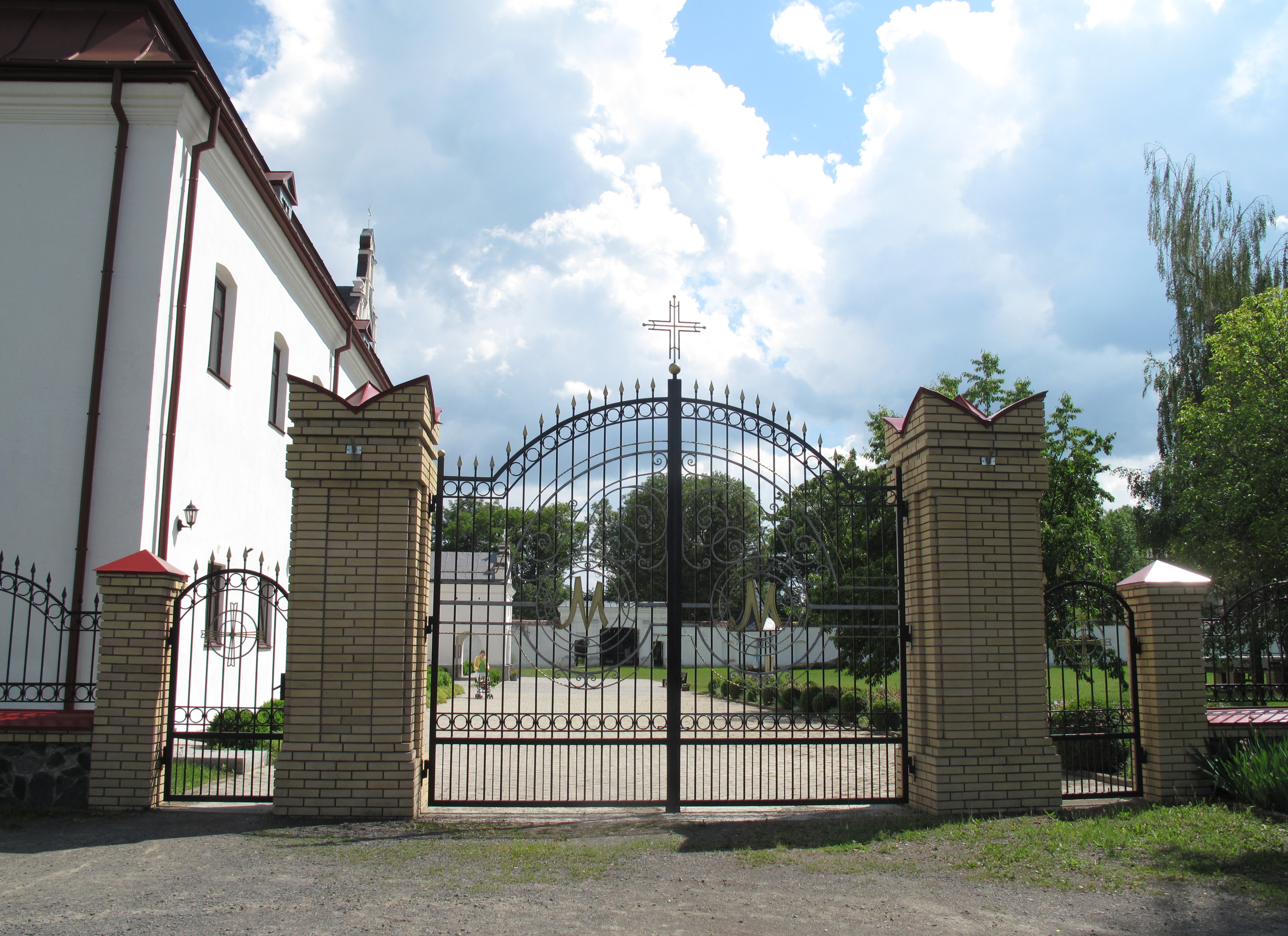
Вхід до Домініканського костелу Внебовзяття в Летичеві
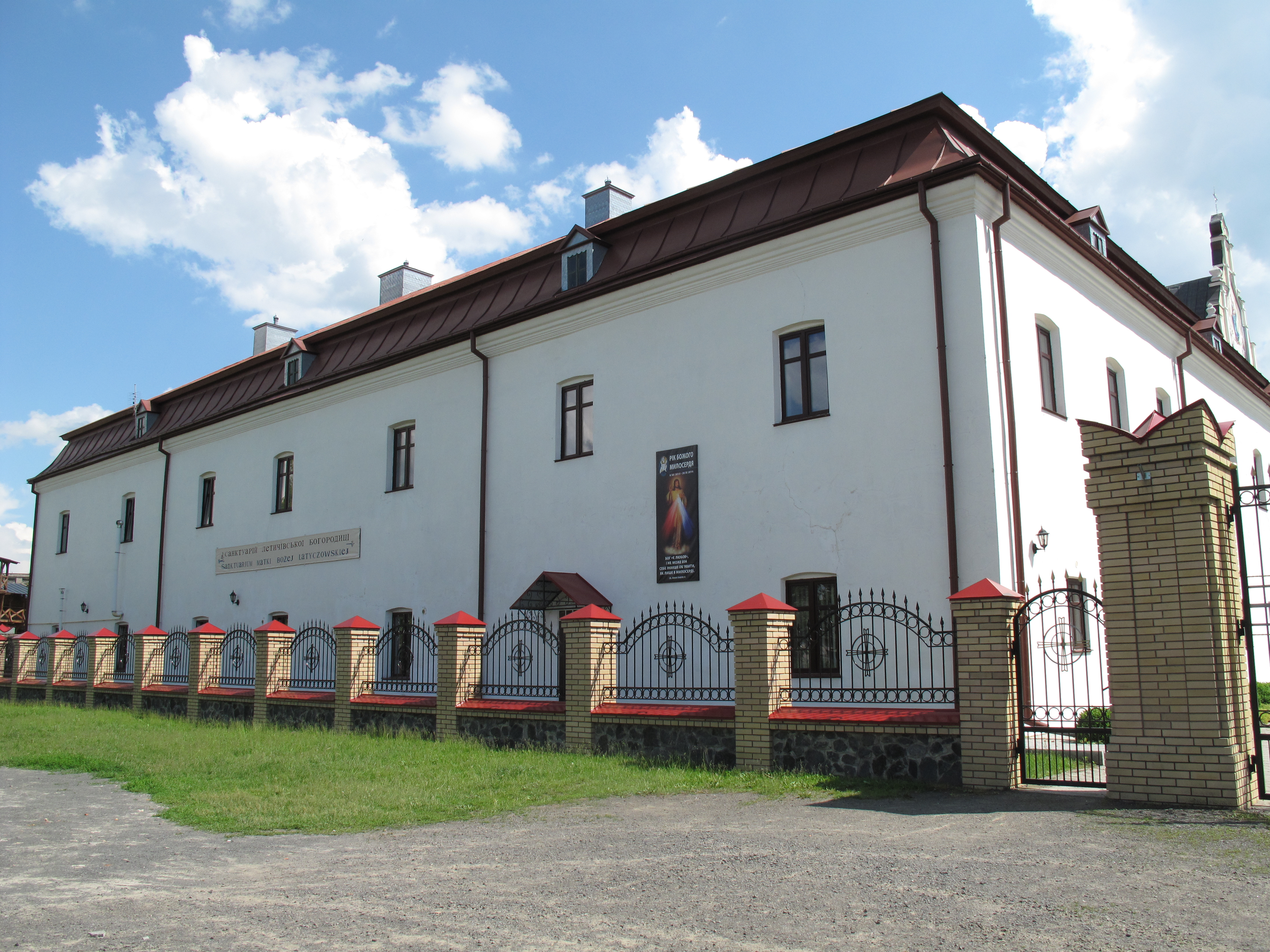
Домініканський костел Внебовзяття в Летичеві
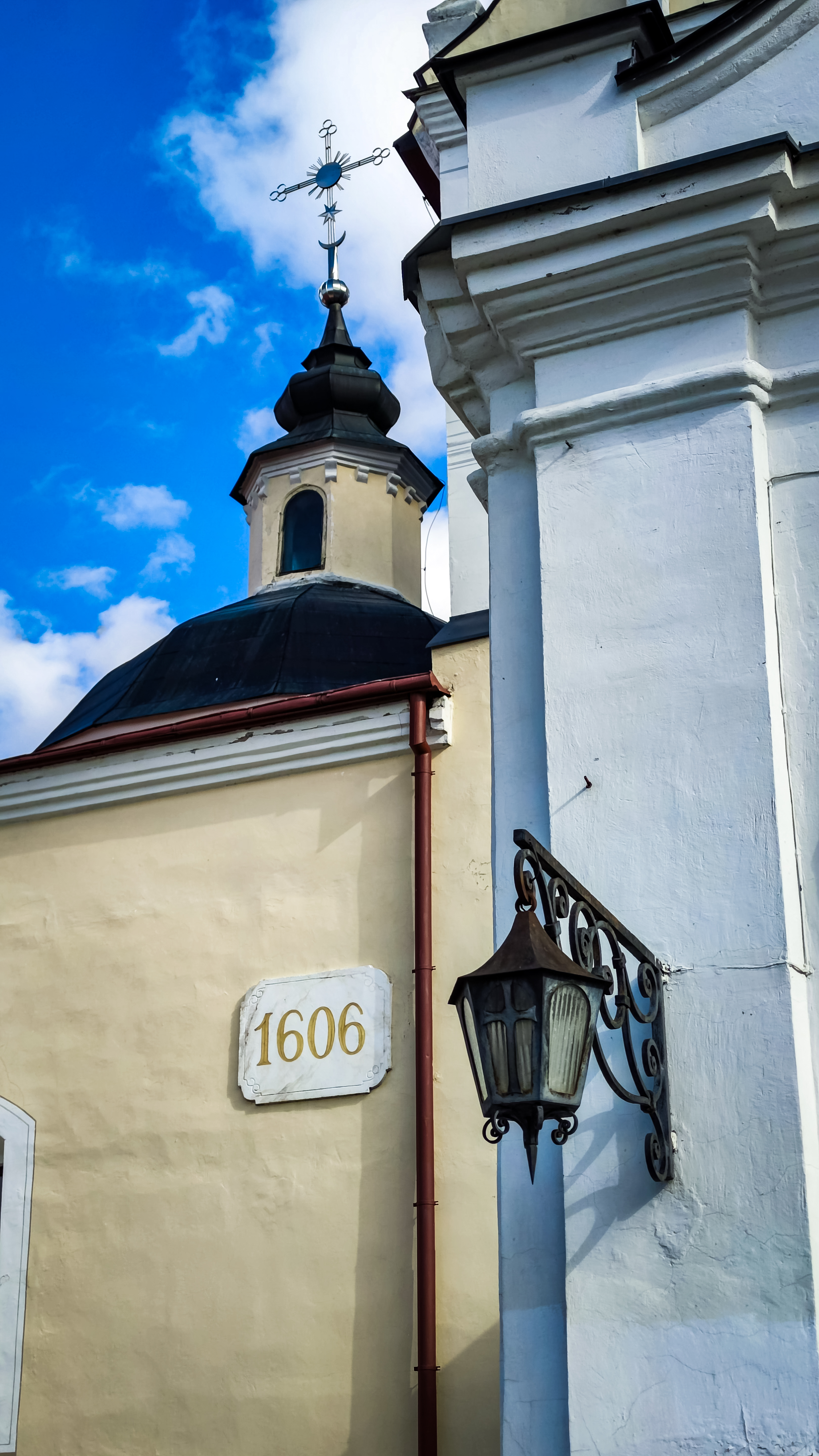
Санктуарій (2023)